# گمینا پژروشل
گمینا پژروشل (به لهستانی:  Gmina Przerośl) یک گمینا در لهستان است که در شهرستان سوواوکی واقع شده‌است. گمینا پژروشل ۱۲۳٫۸۴ کیلومتر مربع مساحت و ۳٬۰۹۵ نفر جمعیت دارد.